# Karlberg, Uskela
Karlberg (finska: Pettilä) är en by och egendom i Uskela i Salo stad i det finländska landskapet Egentliga Finland. Byn består i huvudsakligen av Karlberg gårds landområde samt med några övriga hus.
Karlberg gård är en gammal rusthåll. Gårdens nuvarande huvudbyggnad i gustaviansk stil härstammar från 1830-talet. Karlberg gård hade en egen kvarn i byn. Kvarnens torp och dammkonstruktioner är fortfarande kvar i Karlberg. Dessutom fanns det även en byggnad för ambulerande skola i Karlberg. Byggnaden har senare rivits.